# Liste des plantes médicinales en vente libre en France
La liste des plantes médicinales en vente libre en France comprend 148 plantes. Elle a été publiée en 2008 et se substitue à la précédente publiée en 1979 qui comprenait 34 plantes médicinales pouvant être vendues au public hors du circuit pharmaceutique.
Le code de la santé publique précise que les pharmaciens ont le monopole de la vente des plantes médicinales inscrites à la Pharmacopée sous réserve des dérogations établies par décret.

## Plantes médicinales en vente libre en 1979
Cette liste a été publiée en France par le décret no 79-480 du 15 juin 1979, « relatif à la vente au public des plantes médicinales inscrites à la Pharmacopée française ».
- bardane
- bouillon-blanc
- bourgeon de pin
- bourrache
- bruyère
- camomille
- chiendent
- cynorrhodon
- eucalyptus
- frêne
- gentiane
- guimauve
- hibiscus
- houblon
- lavande
- lierre terrestre
- matricaire
- mauve
- mélisse
- menthe
- ményanthe
- olivier
- oranger amer
- ortie blanche
- pariétaire
- pensée sauvage
- pétales de rose
- queue de cerise
- reine-des-prés
- feuilles de ronces
- sureau
- tilleul
- verveine
- violette

Le décret précise que ces plantes ne peuvent être vendues mélangées  entre elles ou à d'autres espèces, à l'exception des suivantes :  tilleul, verveine, camomille, menthe, oranger amer, cynorrhodon, hibiscus, dont les mélanges entre elles sont autorisés.

## Plantes médicinales en vente libre depuis 2008
Cette liste a été publiée par le décret no 2008-841 du 22 août 2008, relatif à la vente au public des plantes médicinales inscrites à la Pharmacopée.

Cette liste donne plus d'informations sur les plantes médicinales. Outre les noms vernaculaires (en français), elle donne les noms scientifiques (en latin) et les synonymes, la famille, les parties utilisées et les formes de préparations : en l'état (E), sous forme de poudre (P) ou d'extrait aqueux (EA)
- Haut – A
- B
- C
- D
- E
- F
- G
- H
- I
- J
- K
- L
- M
- N
- O
- P
- Q
- R
- S
- T
- U
- V
- W
- X
- Y
- Z

### A
- Acacia à gomme - Acacia senegal (L.) Willd. et autres espèces d'acacias d'origine africaine - Fabaceae - Exsudation gommeuse (= gomme arabique) - E, P, EA
- Ache des marais - Apium graveolens (L.) - Apiaceae - Souche radicante - E, P
- Achillée millefeuille (= Millefeuille) - Achillea millefolium - Asteraceae - Sommité fleurie - E
- Agar-agar - Gelidium sp., Eucheuma sp., Gracilaria sp. - Rhodophyceae - Mucilage (= Gélose) - E, P
- Ail - Allium sativum L. - Liliaceae - Bulbe - E, P
- Ajowan - Carum copticum Benth. et Hook. f. (= Psychotis ajowan DC.) - Apiaceae - Fruit - E, P
- Alchémille - Alchemilla vulgaris L. (sensu latiore) - Rosaceae - Partie aérienne - E
- Alkékenge (= Coqueret) - Physalis alkekengi L. - Solanaceae - Fruit - E
- Alliaire - Sisymbrium alliara Scop. - Brassicaceae - Plante entière - E, P
- Aloès des Barbades - Aloe barbadensis Mill. (= Aloe vera L.) - Liliaceae - Mucilage - E, P
- Amandier doux - Prunus dulcis (Mill.) D. Webb var. dulcis - Rosaceae - Graine, graine mondée - E, P
- Ambrette - Hibiscus abelmoschus L. - Malvaceae - Graine - E, P
- Aneth - Anethum graveolens L. (= Peucedanum graveolens Benth. et Hook.) - Apiaceae - Fruit - E, P
- Angélique (= Angélique officinale) - Angelica archangelica L. (= Archangelica officinalis Hoffm.) - Apiaceae - Fruit - E, P
- Anis (= Anis vert) - Pimpinella anisum L - Apiaceae - Fruit - E, P
- Ascophyllum - Ascophyllum nodosum Le Jol. - Phaeophyceae - Thalle - E, P, EA
- Aspérule odorante - Galium odoratum (L.) Scop. (= Asperula odorata L.) - Rubiaceae - Partie aérienne fleurie - E
- Aspic (= Lavande aspic) - Lavandula latifolia (L. f.) Medik. - Lamiaceae - Sommité fleurie - E
- Astragale à gomme - Astragalus gummifer (Labill.) et certaines espèces du genre Astragalus d'Asie occidentale - Fabaceae - Exsudation gommeuse (= gomme adragante) - E, P, EA
- Aubépine (= Épine blanche) - Crataegus laevigata (Poir.) DC., Crataegus monogyna Jacq. (Lindm.) (= Crataegus oxyacanthoïdes Thuill.) - Rosaceae - Fruit - E
- Aunée (= Aunée officinale) - Inula helenium L. - Asteraceae - Partie souterraine - E, P
- Avoine - Avena sativa L. - Poaceae - Fruit - E, P

### B
- Badianier de Chine - Illicium verum Hook. f. - Magnoliaceae - Fruit (= badiane de Chine ou anis étoilé) - E non fragmenté
- Balsamite odorante (= Menthe coq) - Balsamita major Desf. (= Chrysanthemum balsamita (L.) Baill.) - Asteraceae - Feuille, sommité fleurie - E
- Bardane (grande) - Arctium lappa L. (= Arctium majus (Gaertn.) Bernh.), (= Lappa major Gaertn.) - Asteraceae - Feuille, racine - E
- Basilic (= Basilic doux) - Ocimum basilicum L. - Lamiaceae - Feuille - E, P
- Baumier de Copahu - Copaifera officinalis L., Copaifera guyanensis Desf., Copaifera lansdorfii Desf. - Fabaceae - Oléorésine dite baume de copahu - E
- Bétoine - Stachys officinalis (L.) Trevis. (= Betonica officinalis L.) - Lamiaceae - Feuille - E
- Blé - Triticum aestivum L. et cultivars (= Triticium vulgare Host), (= Triticium sativum Lam.) - Poaceae - Son - E, P
- Bouillon blanc - Verbascum thapsus L., Verbascum densiflorum Bertol. (= Verbascum thapsiforme Schrad.), Verbascum phlomoides L. - Scrophulariaceae - Corolle mondée - E
- Bourrache - Borago officinalis L. - Boraginaceae - Fleur - E
- Bruyère cendrée - Erica cinerea L. - Ericaceae - Fleur - E

### C
- Camomille romaine - Chamaemelum nobile (L.) All. (= Anthemis nobilis L.) - Asteraceae - Capitule - E
- Canéficier - Cassia fistula L. - Fabaceae - Pulpe de fruit - E
- Cannelier de Ceylan - Cinnamomum zeylanicum Nees - Lauraceae - Écorce de tige raclée = cannelle de Ceylan - E, P
- Cannelier de Chine - Cinnamomum aromaticum Nees (= Cinnamomum cassia Nees ex Blume - Lauraceae - Écorce de tige = cannelle de Chine - E, P
- Capucine - Tropaeolum majus L. - Tropaeolaceae - Feuille - E
- Cardamome - Elettaria cardamomum (L.) Maton - Zingiberaceae - Fruit - E, P
- Caroubier - Ceratonia siliqua L. - Fabaceae - Graine mondée = gomme de caroube - E, P
- Carragaheen (= Mousse d'Irlande) - Chondrus crispus Lingby - Gigartinaceae - Thalle - E
- Carthame - Carthamus tinctorius L. - Asteraceae - Fleur - E
- Carvi (= Cumin des prés) - Carum carvi L. - Apiaceae - Fruit - E, P
- Cassissier (= Groseillier noir) - Ribes nigrum L. - Grossulariaceae - Feuille, fruit - E
- Centaurée (petite) - Centaurium erythraea Raf. (= Erythraea centaurium (L.) Persoon), (= Centaurium minus Moench), (= Centaurium umbellatum Gilib.) - Gentianaceae - Sommité fleurie - E
- Chicorée - Cichorium intybus L. - Asteraceae - Feuille, racine - E
- Chiendent (gros) (= Chiendent pied de poule) - Cynodon dactylon (L.) Pers. - Poaceae - Rhizome - E
- Chiendent (= Petit chiendent) - Elytrigia repens (L.) Desv. ex Nevski (= Agropyron repens (L.) Beauv.), (= Elymus repens (L.) Goudl.) - Poaceae - Rhizome - E
- Citronnelles - Cymbopogon sp. - Poaceae - Feuille - E, P
- Cochléaire - Cochlearia officinalis L. - Brassicaceae - Feuille - E
- Coquelicot - Papaver rhoeas L., Papaver dubium L. - Papaveraceae - Pétale - E
- Coriandre - Coriandrum sativum L. - Apiaceae - Fruit - E, P
- Courge citrouille (= Citrouille) - Cucurbita pepo L. - Cucurbitaceae - Graine - E
- Courge (= Potiron) - Cucurbita maxima Lam. - Cucurbitaceae - Graine - E
- Criste marine (= Perce-pierre) - Crithmum maritimum L. - Apiaceae - Partie aérienne - E
- Curcuma long - Curcuma domestica Vahl (= Curcuma longa L.) - Zingiberaceae - Rhizome - E, P
- Cyamopsis (= Guar) - Cyamopsis tetragonoloba (L.) Taub. - Fabaceae - Graine mondée = gomme guar - E, P, EA

### E
- Églantier (= Rosier sauvage) - Rosa canina L., Rosa pendulina L. et autres espèces de Rosa - Rosaceae - Pseudo-fruit = cynorrhodon - E
- Éleuthérocoque - Eleutherococcus senticosus Maxim. - Araliaceae - Partie souterraine - E
- Estragon - Artemisia dracunculus L. - Asteraceae - Partie aérienne - E, P
- Eucalyptus (= Eucalyptus globuleux) - Eucalyptus globulus Labill. - Myrtaceae - Feuille - E

### F
- Fenouil amer - Foeniculum vulgare Mill. var. vulgare - Apiaceae - Fruit - E, P
- Fenouil doux (= Aneth fenouil) - Foeniculum vulgare Mill. var. dulcis - Apiaceae - Fruit - E, P
- Fenugrec - Trigonella foenum-graecum L. - Fabaceae - Graine - E, P
- Figuier - Ficus carica L. - Moraceae - Pseudo-fruit - E
- Frêne - Fraxinus excelsior L., Fraxinus oxyphylla M. Bieb. - Oleaceae - Feuille - E
- Frêne à manne - Fraxinus ornus L. - Oleaceae - Suc épaissi dit manne - E, P
- Fucus - Fucus serratus L., Fucus vesiculosus L. - Fucaceae - Thalle - E, P

### G
- Galanga (grand) - Alpinia galanga (L.) Willd. - Zingiberaceae - Rhizome - E, P
- Galanga (petit) - Alpinia officinarum Hance - Zingiberaceae - Rhizome - E, P
- Genévrier - Juniperus communis L. - Cupressaceae - Cône femelle dit baie de genièvre - E
- Gentiane (= Gentiane jaune) - Gentiana lutea L. - Gentianaceae - Partie souterraine - E, P
- Gingembre - Zingiber officinale Roscoe - Zingiberaceae - Rhizome - E, P
- Ginseng (= Panax de Chine) - Panax ginseng C.A. Meyer (= Aralia quinquefolia Decne. et Planch.) - Araliaceae - Partie souterraine - E, P, EA
- Giroflier - Syzygium aromaticum (L.) Merr. et Perry (= Eugenia caryophyllus (Sprengel) Bull. et Harr.) - Myrtaceae - Bouton floral = clou de girofle - E, P
- Gléditschia (= Févier) - Gleditschia triacanthos L., Gleditschia ferox Desf. - Fabaceae - Graine - E, P, EA
- Griottier (= Cerisier griottier) - Prunus cerasus L., Prunus avium (L.) L. - Rosaceae - Pédoncule du fruit = queue de cerise - E
- Guimauve - Althaea officinalis L. - Malvaceae - Feuille, fleur, racine - E, P (racine)

### H
- Houblon - Humulus lupulus L. - Cannabaceae - Inflorescence femelle dite cône de houblon - E

### J
- Jujubier - Ziziphus jujuba Mill. (= Ziziphus sativa Gaertn.), (= Ziziphus vulgaris Lam.), (= Rhamnus zizyphus L.) - Rhamnaceae - Fruit privé de graines - E

### K
- Karkadé (= Oseille de Guinée), (= Hibiscus) - Hibiscus sabdariffa L. - Malvaceae - Calice et calicule - E
- Kolatier (= Colatier), (= Kola) - Cola acuminata (P. Beauv.) Schott et Endl. (= Sterculia acuminata P. Beauv.), Cola nitida (Vent.) Schott et Endl. (= Cola vera K. Schum.) et variétés - Sterculiaceae - Amande dite noix de kola E, P

### L
- Lamier blanc (= Ortie blanche) - Lamium album L. - Lamiaceae - Corolle mondée, sommité fleurie - E
- Laminaire - Laminaria digitata J.P. Lamour., Laminaria hyperborea (Gunnerus) Foslie, Laminaria cloustonii Le Jol. - Laminariaceae - Stipe, thalle - E, EA (thalle)
- Laurier commun (= Laurier sauce) - Laurus nobilis L. - Lauraceae - Feuille - E, P
- Lavande (= Lavande vraie) - Lavandula angustifolia Mill. (= Lavandula vera DC.) - Lamiaceae - Fleur, sommité fleurie - E
- Lavande stoechas - Lavandula stoechas L. - Lamiaceae - Fleur, sommité fleurie - E
- Lavandin Grosso - Lavandula × intermedia Emeric ex Loisel - Lamiaceae - Fleur, sommité fleurie - E
- Lemongrass de l'Amérique centrale - Cymbopogon citratus (DC.) Stapf. - Poaceae - Feuille - E, P
- Lemongrass de l'Inde - Cymbopogon flexuosus (en) (Nees ex Steud.) J.F. Wats. - Poaceae - Feuille - E, P
- Lichen d'Islande - Cetraria islandica (L.) Ach. sensu latiore - Parmeliaceae - Thalle - E
- Lierre terrestre - Glechoma hederacea L. (= Nepeta glechoma Benth.) - Lamiaceae - Partie aérienne fleurie - E
- Lin - Linum usitatissimum L. - Linaceae - Graine - E, P
- Livèche - Levisticum officinale Koch. - Apiaceae - Feuille, fruit, partie souterraine - E, P

### M
- Marjolaine (= Origan marjolaine) - Origanum majorana L. (= Majorana hortensis Moench) - Lamiaceae - Feuille, sommité fleurie - E, P
- Maté (= Thé du Paraguay) - Ilex paraguariensis St.-Hil. (= Ilex paraguayensis Lamb.) - Aquifoliaceae - Feuille - E, EA
- Matricaire (= Camomille allemande), (= Camomille vulgaire) - Matricaria recutita L. (= Chamomilla recutita (L.) Rausch.), (= Matricaria chamomilla L.) - Asteraceae - Capitule - E
- Mauve - Malva sylvestris L. - Malvaceae - Feuille, fleur - E
- Mélisse - Melissa officinalis L. - Lamiaceae - Feuille, sommité fleurie- E
- Menthe poivrée - Mentha × piperita L. - Lamiaceae - Feuille, sommité fleurie - E
- Menthe verte - Mentha spicata L. (= Mentha viridis L.) - Lamiaceae - Feuille, sommité fleurie - E
- Ményanthe (= Trèfle d'eau) - Menyanthes trifoliata L. - Menyanthaceae - E
- Moutarde junciforme - Brassica juncea (L.) Czern. - Brassicaceae - Graine - E, P
- Muscadier aromatique - Myristica fragrans Houtt. (= Myristica moschata Thunb.) - Myristicaceae - Graine dite muscade ou noix de muscade, arille dite macis - E, P (graine)
- Myrte - Myrtus communis L. - Myrtaceae - Feuille - E
- Myrtille (= Airelle myrtille) - Vaccinium myrtillus L. - Ericaceae - Feuille, fruit - E

### O
- Olivier - Olea europaea L. - Oleaceae - Feuille - E
- Oranger amer (= Bigaradier) - Citrus aurantium L. (= Citrus bigaradia Duch.), (= Citrus vulgaris Risso) - Rutaceae - Feuille, fleur, péricarpe dit écorce ou zeste - E, P (péricarpe)
- Oranger doux - Citrus sinensis (L.) Pers. - Rutaceae - Péricarpe dit écorce ou zeste - E, P
- Origan - Origanum vulgare L. - Lamiaceae - Feuille, sommité fleurie - E, P
- Ortie brûlante - Urtica urens L. - Urticaceae - Partie aérienne - E
- Ortie dioïque - Urtica dioica L. - Urticaceae - Partie aérienne - E

### P
- Papayer - Carica papaya L. - Caricaceae - Suc du fruit, feuille - E, P (suc de fruit)
- Paullinia - Paullinia cupana Kunth. (= Paullinia sorbilis Mart.) - Sapindaceae - Graine, extrait préparé avec la graine = guarana - E, P (extrait)
- Pensée sauvage (= Violette tricolore) - Viola arvensis Murray, Viola tricolor L. - Violaceae - Fleur, partie aérienne fleurie - E
- Piment de Cayenne (= Piment enragé) (= Petit piment) - Capsicum frutescens L. - Solanaceae - Fruit - E, P
- Pin sylvestre - Pinus sylvestris L. - Pinaceae - Bourgeon - E
- Pissenlit (= Dent de lion) - Taraxacum officinale Web. - Asteraceae - Feuille, partie aérienne - E
- Pommier - Malus sylvestris Mill. (= Pyrus malus L.) - Rosaceae - Fruit - E
- Prunier - Prunus domestica L. - Rosaceae - Fruit - E

### R
- Radis noir - Raphanus sativus L. var. niger (Mill.) Kerner - Brassicaceae - Racine - E
- Raifort sauvage - Armoracia rusticana Gaertn., B. Mey. et Scherb. (= Cochlearia armoracia L.) - Brassicaceae - Racine - E, P
- Réglisse - Glycyrrhiza glabra L. - Fabaceae - Partie souterraine - E, P, EA
- Reine-des-prés (= Ulmaire) - Filipendula ulmaria (L.) Maxim. (= Spiraea ulmaria L.) - Rosaceae - Fleur, sommité fleurie - E
- Romarin - Rosmarinus officinalis L. - Lamiaceae - Feuille, sommité fleurie - E, P
- Ronce - Rubus sp - Rosaceae - Feuille - E
- Rose trémière (= Passerose) - Alcea rosea L. (= Althaea rosea L.) - Malvaceae - Fleur - E
- Rosier à roses pâles - Rosa centifolia L. - Rosaceae - Bouton floral, pétale - E
- Rosier de Damas - Rosa damascena Mill. - Rosaceae - Bouton floral, pétale - E
- Rosier de Provins (= Rosier à roses rouges) - Rosa gallica L. - Rosaceae - Bouton floral, pétale - E

### S
- Safran - Crocus sativus L. - Iridaceae - Stigmate - E, P
- Sarriette des jardins - Satureja hortensis L. - Lamiaceae - Feuille, sommité fleurie - E, P
- Sarriette des montagnes - Satureja montana L. - Lamiaceae - Feuille, sommité fleurie - E, P
- Sauge d'Espagne - Salvia lavandulifolia Vahl. - Lamiaceae - Feuille, sommité fleurie - E, P
- Sauge officinale - Salvia officinalis L. - Lamiaceae - Feuille - E
- Sauge sclarée (= Sclarée toute-bonne) - Salvia sclarea L. - Lamiaceae - Feuille, sommité fleurie - E, P
- Sauge trilobée - Salvia fruticosa Mill. (= Salvia triloba L. f.) - Lamiaceae - Feuille - E, P
- Seigle - Secale cereale L. - Poaceae - Fruit, son - E, P
- Serpolet (= Thym serpolet) - Thymus serpyllum L. sensu latiore - Lamiaceae - Feuille, sommité fleurie - E, P
- Sterculia - Sterculia urens Roxb., Sterculia tomentosa Guill. et Perr. - Sterculiaceae - Exsudation gommeuse = gomme de Sterculia, gomme Karaya, gomme M'Bep - E, P, EA
- Sureau noir - Sambucus nigra L. - Caprifoliaceae - Fleur, fruit - E

### T
- Tamarinier de l'Inde - Tamarindus indica L. - Fabaceae - Pulpe de fruit - E, P
- Temoe-lawacq - Curcuma xanthorrhiza (en) Roxb. - Zingiberaceae - Rhizome - E
- Théier (= Thé) - Camellia sinensis (L.) Kuntze (= Camellia thea Link), (= Thea sinensis (L.) Kuntze) - Theaceae - Feuille - E, EA
- Thym - Thymus vulgaris L., Thymus zygis L. - Lamiaceae - Feuille, sommité fleurie - E, P
- Tilleul - Tilia platyphyllos Scop., Tilia cordata Mill. (= Tilia ulmifolia Scop.), (= Tilia parvifolia Ehrh. ex Hoffm.), (= Tilia sylvestris Desf.), Tilia × vulgaris Heyne ou mélanges - Tiliaceae - Aubier, inflorescence - E

### V
- Verveine odorante - Aloysia citrodora Palau (= Aloysia triphylla (L'Hérit.) Britt.), (= Lippia citriodora H.B.K.) - Verbenaceae - Feuille - E
- Vigne rouge - Vitis vinifera L. - Vitaceae - Feuille - E
- Violette - Viola calcarata L., Viola lutea Huds., Viola odorata L. - Violaceae - Fleur - E